# Eva Janko
Eva Janko, née Eva Egger le 24 janvier 1945 à Floing en Styrie, est une ancienne athlète autrichienne spécialiste du lancer du javelot.
Janko a été entre 1966 et 1982 quatorze fois championne d'Autriche du lancer du javelot. Le plus grand succès de sa carrière reste sa troisième place au concours des Jeux olympiques d'été de 1968 derrière la Hongroise Angéla Németh et la Roumaine Mihaela Peneş.
Le 27 juillet 1973 à Innsbruck, elle lança à 61.80 m ce qui constitue encore le record d'Autriche.
Son fils Marc Janko est footballeur et membre de l'équipe nationale d'Autriche.

## Palmarès

### Jeux olympiques d'été
- Jeux olympiques d'été de 1968 à Mexico ( Mexique)
  -  Médaille de bronze au lancer du javelot
- Jeux olympiques d'été de 1972 à Munich ( Allemagne de l'Ouest)
  - 6e au lancer du javelot